# Lloret frontblau
El lloret frontblau (Cyclopsitta gulielmitertii) és una espècie d'ocell de la família dels psitàcids que habita boscos i sabanes de Nova Guinea i les properes illes Aru i Salawati.